# Hans Carossa
Hans Carossa (n. 15 decembrie 1878, Bad Tölz, Regatul Bavariei, Germania – d. 12 septembrie 1956, Rittsteig⁠(d), Passau, Bavaria, Germania) a fost un poet și romancier german.
Opera sa are un caracter autobiografic și reflectă tema solidarității umane și a valorilor spirituale universale.

## Opera
- 1910: Poezii ("Gedichte");
- 1916: Evadare ("Die Flucht");
- 1922: O copilărie ("Eine Kindheit");
- 1924: Jurnal românesc ("Rumänisches Tagebuch") - relatarea a trei luni petrecute pe frontul românesc din Primul Război Mondial;
- 1931: Doctorul Gion ("Der Arzt Gion");
- 1936: Tainele unei vieți mature ("Geheimnisse des reifen Lebens");
- 1941: Anul frumoaselor amăgiri ("Das Jahr der schönen Täuschungen");
- 1946 - 1949: Impresii din Italia ("Aufzeichnungen aus Italien").

## Legături externe
- en  Biografie la Encyclopedia Britannica
- de  Cronologie la Deutsches Historisches Museum